# Rivolte Celali
Le rivolte Celali (in turco Celalî ayaklanmaları) furono una serie di ribellioni in Anatolia di truppe irregolari guidate da capi banditi e funzionari provinciali noti come celalî, contro l'autorità dell'Impero ottomano, tra la fine del XVI e l'inizio della metà del XVII secolo. La prima rivolta definita come tale avvenne nel 1519, durante il regno del sultano Selim I, vicino a Tokat sotto la guida di Celâl, un predicatore alevita. Il nome di Celâl fu successivamente utilizzato dalle storie ottomane come termine generale per i gruppi ribelli in Anatolia, la maggior parte dei quali non aveva alcun legame particolare con l'originario Celâl. Come è in uso dagli storici, le "Ribellioni dei Celali" si riferiscono principalmente alle attività di banditi e signori della guerra in Anatolia dal c. Dal 1590 al 1610, con una seconda ondata di attività Celali, questa volta guidata da governatori provinciali ribelli piuttosto che da capi banditi, che durò dal 1622 alla soppressione della rivolta di Abaza Hasan Pasha nel 1659. Queste ribellioni furono le più grandi e durature nella storia dell'Impero Ottomano.
Le principali rivolte coinvolsero i sekban (truppe irregolari di moschettieri) e sipahis (cavalieri mantenuti da concessioni di terra). Le ribellioni non furono tentativi di rovesciare il governo ottomano ma furono reazioni a una crisi sociale ed economica derivante da una serie di fattori: pressione demografica a seguito di un periodo di crescita demografica senza precedenti durante il XVI secolo, difficoltà climatiche associate alla piccola era glaciale, un deprezzamento della moneta e mobilitazione di migliaia di moschettieri sekban per l'esercito ottomano durante le guerre con gli Asburgo e i Safavidi, che si sono rivolti al banditismo quando sono stati smobilitati. I leader Celali spesso cercavano solo di essere nominati a governatorati provinciali all'interno dell'impero, mentre altri combattevano per cause politiche specifiche, come lo sforzo di Abaza Mehmed Pasha di rovesciare il governo giannizzero stabilito dopo il regicidio di Osman II nel 1622, o Abaza Il desiderio di Hasan Pasha di rovesciare il gran visir Köprülü Mehmed Pasha.

## Maggiori rivolte

### Karayazıcı (1598)

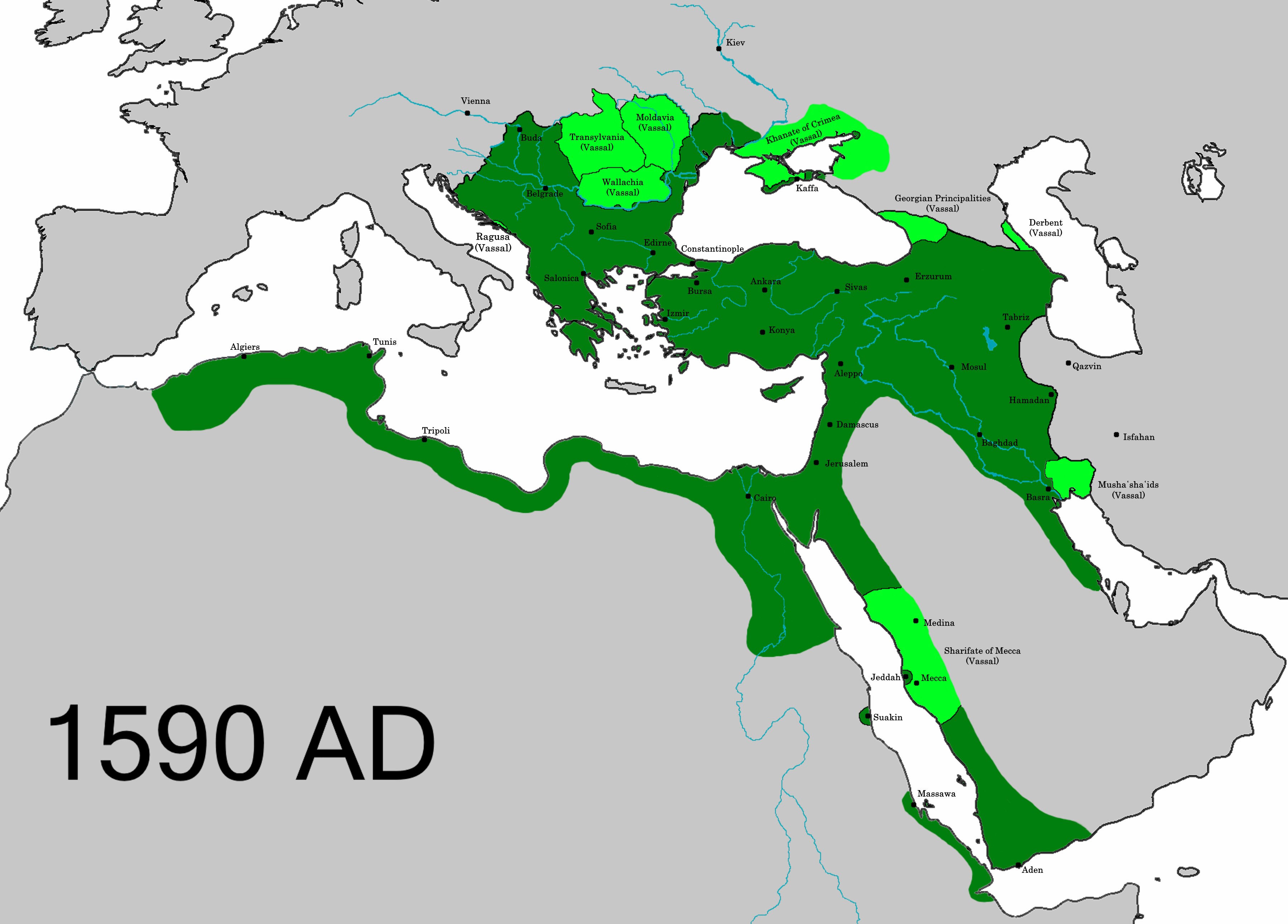
L'Impero ottomano nel 1590, all'inizio delle rivolte Celali.

Soprattutto dopo il 1550, con l'aumento dell'oppressione da parte dei governatori locali e l'imposizione di nuove e alte tasse, iniziarono a verificarsi incidenti minori con crescente frequenza. Dopo l'inizio delle guerre con la Persia, soprattutto dopo il 1584, i giannizzeri iniziarono a sequestrare le terre dei contadini per estorcere denaro, e prestarono anche denaro con alti tassi di interesse, causando così un grave calo delle entrate fiscali dello stato.
Nel 1598 un leader sekban, Karayazıcı Abdülhalim, unì i gruppi insoddisfatti nell'Eyalet di Anatolia e stabilì una base di potere a Sivas e Dulkadir, dove fu in grado di costringere le città a rendergli omaggio. Gli fu offerto il governatorato di Çorum, ma rifiutò il posto e quando le forze ottomane furono inviate contro, si ritirò con le sue forze a Urfa, cercando rifugio in un castello fortificato, che divenne il centro della resistenza per 18 mesi. Per il timore che le sue forze si sarebbero ammutinate contro di lui, lasciò il castello, fu sconfitto dalle forze governative e morì qualche tempo dopo nel 1602 per cause naturali. Suo fratello Deli Hasan catturò in seguito Kutahya, nell'Anatolia occidentale, ma successivamente lui e suoi seguaci ebbero delle concessioni relative ai governatorati.

### Risvolti
I disordini Celali, tuttavia, continuarono sotto la guida di Janbuladoglu ad Aleppo e Yusuf Pasha e Kalenderoğlu nell'Anatolia occidentale. Alla fine furono soppressi dal gran visir Kuyucu Murad Pascià, che nel 1610 aveva eliminato un gran numero di Celali.